# 유사본질
유사본질(homoiousian, homoiausios 그리스어: ὁμοιούσιος, 고대 그리스어: ὅμοιος, hómoios, "비슷한", οὐσία, 그리고 ousía,"본질", "존재"의 합성어)이란 4 세기의 신학자들이 주장한 교리로 성자 하나님은 성부 하나님과 유사하지만 동일하지 않고 실재적으로 본질적으로 다르다고 한다. 세바스트의 유스타티우스와 라오디게아의 제오르지오가 이 견해를 주장하였다.:580, 668  Homoiousianism는 아리우스주의에서 나온 사상이다. 이들은 동일이라는 호모스(ὁμός, homós)보다는 유사하다는 호모이스(ὅμοιος, hómoios)라는 용어를 사용하였다.

## 같이 보기
- 동일본질
- 삼위일체